# Archibald Campbell (1575-1638)
Archibald Campbell, 7e graaf van Argyll (1575 of 1576 – Londen, 1638) was een Schots militair.
Hij was de oudste zoon van Colin Campbell, 6e graaf van Argyll, en Agnes Keith. Hij volgde zijn vader op achtjarige leeftijd op als graaf. In februari 1592 werd zijn bondgenoot, de graaf van Moray, vermoord in opdracht van Argylls naaste bloedverwant, ook Archibald geheten, die samenzwoer met de graaf van Huntly. Vlak na Argylls huwelijk met Anne Douglas, later dat jaar, werd hij ernstig ziek, waarschijnlijk het gevolg van vergiftiging. In 1594 trok hij ten strijde tegen de graven van Huntly en Erroll. Door verraad van zijn eigen manschappen moest Argyll echter vluchten, waarna hij zwoer zich op Huntly en zijn verraders te wreken. Om escalatie van het conflict te voorkomen kwam de koning Jacobus VI van Schotland tussenbeide en het lukte hem om beide graven op 12 februari 1603 met elkaar te verzoenen. Hierna trokken Argyll en Huntly gezamenlijk ten strijde tegen de Clandonalds. Ondanks militaire successen verkeerde de graaf van Argyll in zulke grote financiële problemen, dat hij het land moest ontvluchten. Inmiddels was hij getrouwd met Anne Cornwallis, die hem ertoe aangezet zou hebben zich tot het katholicisme te bekeren. In 1619 verliet hij Schotland om in Vlaanderen aan de zijde van Spanje te strijden. Dit werd hem in zijn thuisland zeer kwalijk genomen en op 16 februari 1619 werd hij tot verrader en rebel verklaard. Op 22 november 1621 werd hij echter weer opgenomen in de Schotse adel. Vervolgens ging hij naar Engeland, waar hij in 1638 overleed. Hij werd opgevolgd door zijn zoon, Archibald, die sinds het vertrek van zijn vader in 1619 de familiegoederen in Schotland beheerde.